# Sabendo Usar Não Vai Faltar
Sabendo Usar não Vai Faltar é um filme brasileiro de 1976, com direção de Francisco Ramalho Jr. e Sidnei Paiva Lopes.

## Elenco
- Ewerton de Castro ....Joãozinho
- Renato Consorte ....Laerte
- Neide Ribeiro ....Selminha
- Nadir Fernandes ....Noemi
- Murilo Amorim Correia ...Vitório
- Iara Stein ....Lígia
- Wanda Marchetti
- Aldo de Maio
- Helena Ramos
- Adriano Stuart
- Marta Anderson
- Carlos Coelho
- Paulo Henrique
- Lourênia Machado
- France Mary
- Tyhana Perckle
- Cleide Ruth